# Brandstorps distrikt
Brandstorps distrikt är ett distrikt i Habo kommun och Jönköpings län. 
Distriktet ligger vid Vätterns västra strand, norr om Habo. 

## Tidigare administrativ tillhörighet
Distriktet inrättades 2016 och utgörs av socknen Brandstorp i Habo kommun
Området motsvarar den omfattning Brandstorps församling hade vid årsskiftet 1999/2000.